# Јабланица (Пећ)
Јабланица (алб. Jabllanicë) је насељено место у општини Пећ, на Косову и Метохији. Према попису становништва из 2011. у насељу је живело 573 становника.

## Становништво
Према попису из 2011. године, Јабланица има следећи етнички састав становништва:
| Националност | 2011.        |
| Албанци      | 538 (93,89%) |
| Египћани     | 34 (5,93%)   |
| недоступно   | 1 (0,18%)    |
| Укупно       | 573          |

| Демографија | Демографија | Демографија |
| Година      | Становника  | Становника  |
| ----------- | ----------- | ----------- |
| 1948.       | 611         |             |
| 1953.       | 655         |             |
| 1961.       | 601         |             |
| 1971.       | 501         |             |
| 1981.       | 587         |             |
| 1991.       | 571         |             |
| 2011.       | 573         |             |